# ウォーロード/男たちの誓い
『ウォーロード/男たちの誓い』（ - おとこたちのちかい、原題: 投名状）は、2007年の中華人民共和国・香港合作映画。
清末四大奇案の一つである馬新貽殺害事件をモチーフとしており、同じ事件をモチーフとした1973年の香港映画『ブラッド・ブラザース 刺馬』の実質的なリメイク作品となっている。

## キャスト
- ジェット・リー - 龐青雲（パン・チンユン）
- アンディ・ラウ - 趙ニ虎（ツァオ・アルフ）
- 金城武 - 姜午陽（ジアン・ウーヤン）
- シュー・ジンレイ - 蓮生（リィエンション）
- ウェイ・ツォンワン - 陳（チェン）大臣
- ワン・クイロン - 姜（ジアン）大臣
- グー・パオミン - 狄（ディー）大臣
- ジョウ・ボー - 陸大山（ルー・ダーシャン）
- グォ・シャオドン - 黄文金（ホアン・ウェンジン）
- シー・ヂャオチー - 何魁（ホー・クイ）将軍

### 吹き替え
- パン・チンユン：小山力也
- ツァオ・アルフ：てらそままさき
- ジアン・ウーヤン：東地宏樹
- リィエン：林真里花
- チェン大臣：小島敏彦
- ジアン大臣：金子達
- ディー大臣：高桑満
- その他の声の吹き替え：一ノ渡宏昭／田村真／池田ヒトシ／茶花健太／下川江那／瀬尾恵子／原田晃／真矢野靖人／神原大地／成家義哉／戸田亜紀子／尾身美詞／小暮智美／桜木信介／居谷四郎／逢笠恵祐／藤吉浩二／相原嵩明／佐藤健輔／庄司将之

## スタッフ
- 監督：ピーター・チャン
- 共同監督：葉偉民（イップ・ワイマン）
- アクション監督：程小東（チン・シウトン）
- 製作：ピーター・チャン、アンドレ・モーガン、黄建新（ホアン・チェンシン）
- 製作総指揮：ピーター・ラム（林建岳）
- 脚本：須蘭（スー・ラン）、秦天南（チュン・ティンナム）、オーブリー・ラム（林愛華）
- 撮影：アーサー・ウォン（黄岳泰）
- 編集：ヴェンダース・リー（李棟全）
- プロダクションデザイン：奚仲文（イー・チュンマン）
- 衣装：奚仲文
- 音楽：ピーター・カム（金培達）、チャン・クォンウィン（陳光栄）

## 受賞
- 第27回香港電影金像奨
  - 最優秀作品賞
  - 最優秀監督賞
  - 最優秀主演男優賞（ジェット・リー）
  - 最優秀撮影賞
  - 最優秀音響効果賞
  - 最優秀視覚効果賞
  - 最優秀美術賞
  - 最優秀衣装デザイン賞

- 第45回金馬奨
  - 最優秀作品賞
  - 最優秀監督賞
  - 最優秀視覚効果賞

- 第2回アジア・フィルム・アワード
  - 視覚効果賞

## エピソード
- 日本での劇場公開版（香港版よりも短縮されており、細部の編集も異なる）のエンディング・テーマには、THE ALFEEの「風の詩」が採用された。
- 日本盤DVDおよびブルーレイは、日本での劇場公開版とは異なる126分の“完全版”としてリリースされた。本編は香港版を採用しており、THE ALFEEの「風の詩」は流れない。
- ロケ地のひとつ、一線天は北京市郊外の川底下村から徒歩18分のところにある。
- 4000万ドルの製作費をかけており、軍服を着た1520人のエキストラの参加や、印象的な乗馬シーンなどがあるが、派手なアクションコレオグラフィーやカラフルな衣装に頼っておらず、映画の4分の3はモノクロに近い色で撮影され、俳優はボロボロの服を着ており、ピーター・チャンは「ファーストカットを見た中国の配給会社の人たちは、『これは大作映画じゃないのか』と言っていました」「それは、中国では予算が大きいと豪華な映像を連想するからです。中国人は、予算が大きいと豪華な映像を連想するので、予算が少なければよいとはならないのです。また、この映画には、人々が期待しているような贅沢さがないので、中国映画に対する西洋のイメージとは一致しません」と述べている[2]。
- プロデューサーのアンドレ・モーガンは、「私たちは、中国の映画制作者が、『プライベート・ライアン』や『ブレイブハート』といったハリウッド映画で見られるようなリアルなアクション映画をつくれるということ、空飛ぶ剣士や魔法のアクションをもつ武侠映画だけをつくっているのではないということを示したいのです」と述べている[2]。
- 『ニューズウィーク』は、出演者の金城武を「Japanese heartthrob」と報じている[2]。